# Liste der Monuments historiques in Saint-Martin-des-Prés
Die Liste der Monuments historiques in Saint-Martin-des-Prés führt die Monuments historiques in der französischen Gemeinde Saint-Martin-des-Prés auf.

## Liste der Bauwerke
| Bezeichnung          | Beschreibung                          | Standort | Kennzeichnung | Schutzstatus   | Datum     | Bild           |
| -------------------- | ------------------------------------- | -------- | ------------- | -------------- | --------- | -------------- |
| Manoir de Cléhunault | Herrenhaus, erbaut im 15. Jahrhundert | (Lage)   | PA00089778    | Inscrit Classé | 1992 1995 | weitere Bilder |

## Liste der Objekte
- Monuments historiques (Objekte) in Saint-Martin-des-Prés in der Base Palissy des französischen Kultusministeriums